# Mazut

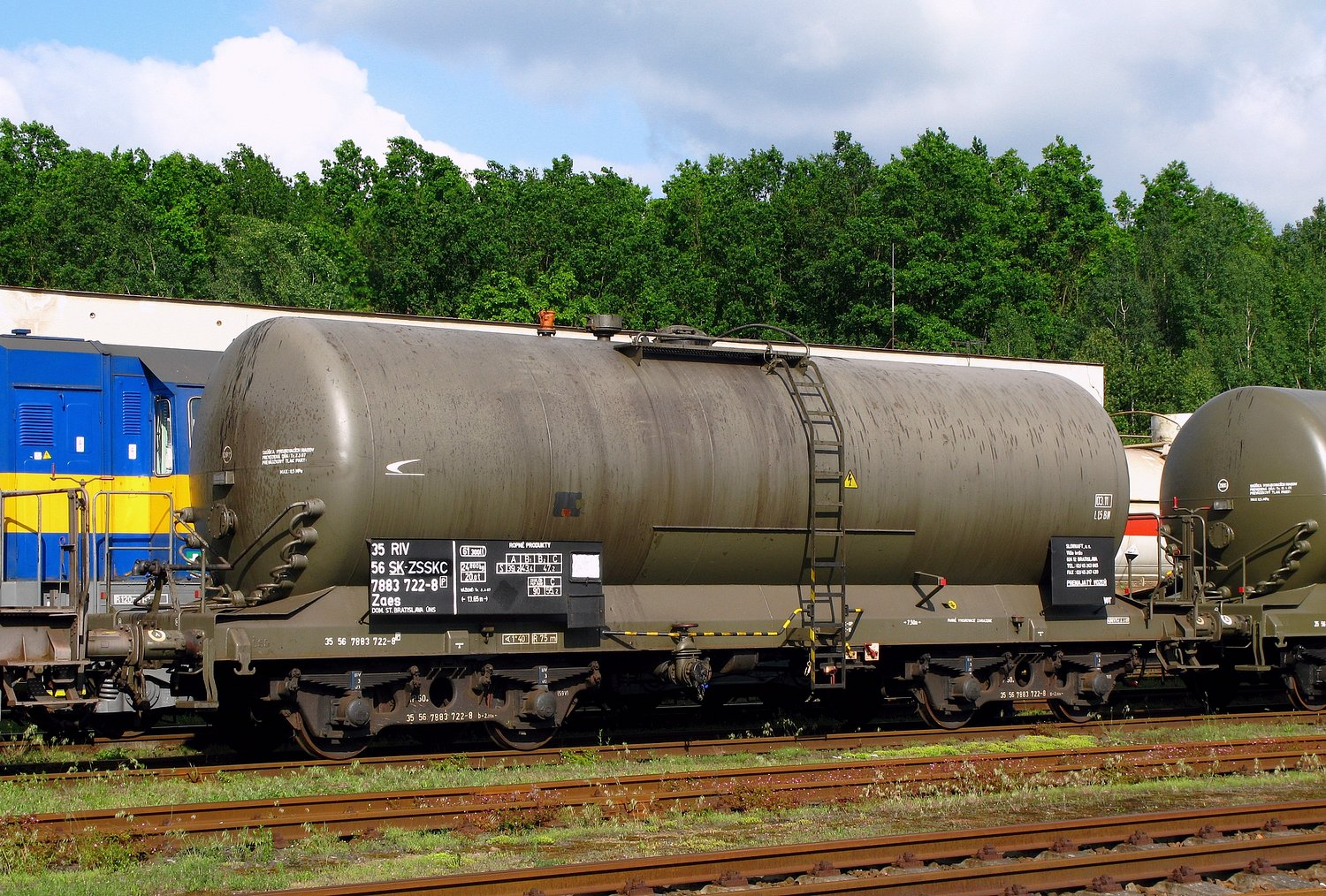
Železniční vůz přepravující mazut

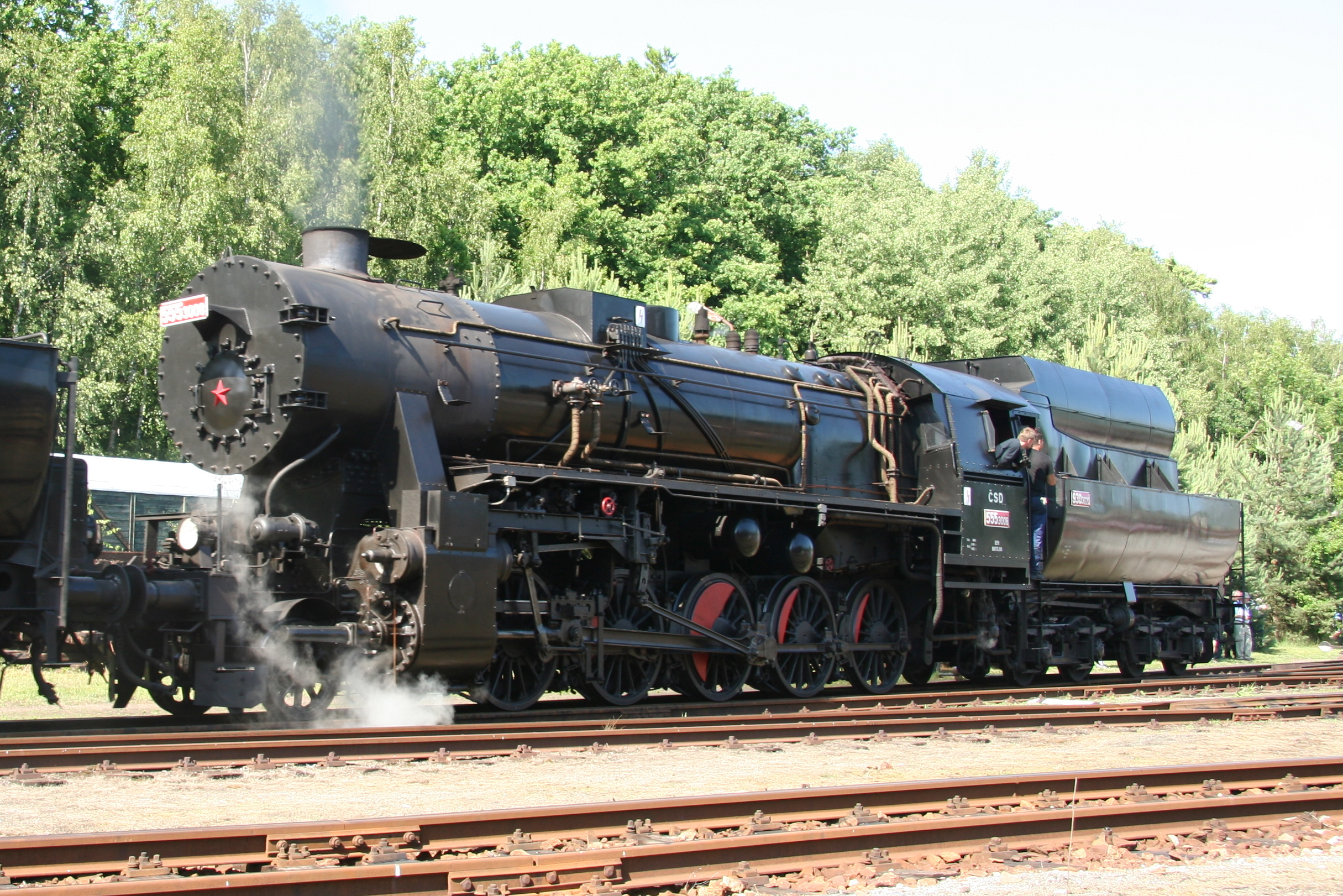
Lokomotiva řady 555.3 na mazut

Mazut je neodpařený zbytek, který vzniká při frakční destilaci ropy za atmosférického tlaku, a který se dále destiluje za sníženého tlaku. Tato vakuová destilace umožňuje oddělit složky směsi, které jsou nestabilní při teplotě varu za atmosférického tlaku. Se snížením tlaku se teploty varu jednotlivých složek výrazně snižují, což umožňuje oddělit jednotlivé složky bez jejich tepelné degradace.
Vakuovou destilací se z mazutu získávají především minerální oleje a asfalt. Mazut se také používá jako palivo v tepelných elektrárnách, lodích a parních lokomotivách.

## Oleje
Oleje, zde ropné minerální oleje, se používají jako mazadla strojů a technických zařízení, uplatňují se též jako ochrana kovů před korozí. Z olejů se dále získává parafín a vazelína.

## Asfalt
Asfalt se používá zejména k úpravě povrchu silnic a ve stavebnictví jako izolační materiál proti vlhkosti.